# Third Force Party
Die Third Force Party (TFP) war eine politische Partei in Ghana. 

## Geschichte
Gegründet wurde sie in der dritten Republik Ghanas im Jahr 1979 durch  John Bilson als dritte Kraft zwischen den damals existierenden beiden politischen Lagern um den ehemaligen Premierminister Ghanas (1969 bis 1972) Kofi Abrefa Busia und den Anhängern des ersten Präsidenten und Sozialisten Kwame Nkrumah.
Bei den Präsidentschaftswahlen am 18. Juni 1979 gewann der Vorsitzende der TFP Bilson als Präsidentschaftskandidat 2,8 Prozent der Stimmen (etwa 49.104 Wählerstimmen) und unterlag damit dem späteren Präsidenten Hilla Limann.